# Iglesia de San Nicolás (Ciudad Vieja)
La Iglesia de San Nicolás (en checo: Kostel svatého Mikuláše) es una iglesia de estilo gótico tardío y barroco situada en el casco antiguo de Praga. Fue construido entre 1732-1737 en el emplazamiento de una iglesia gótica del siglo XIII que también estaba dedicada a San Nicolás.
La iglesia fue utilizada anteriormente por la Iglesia ortodoxa checa y eslovaca. Desde 1920 ha sido la iglesia principal de la Iglesia husita checoslovaca y su diócesis de Praga.
Durante el levantamiento de Praga en 1945, los guerrilleros checos utilizaron la iglesia como escondite para Radio Praga, ya que el edificio principal de la radio estaba siendo atacado por las Waffen-SS.

## Galería de imágenes

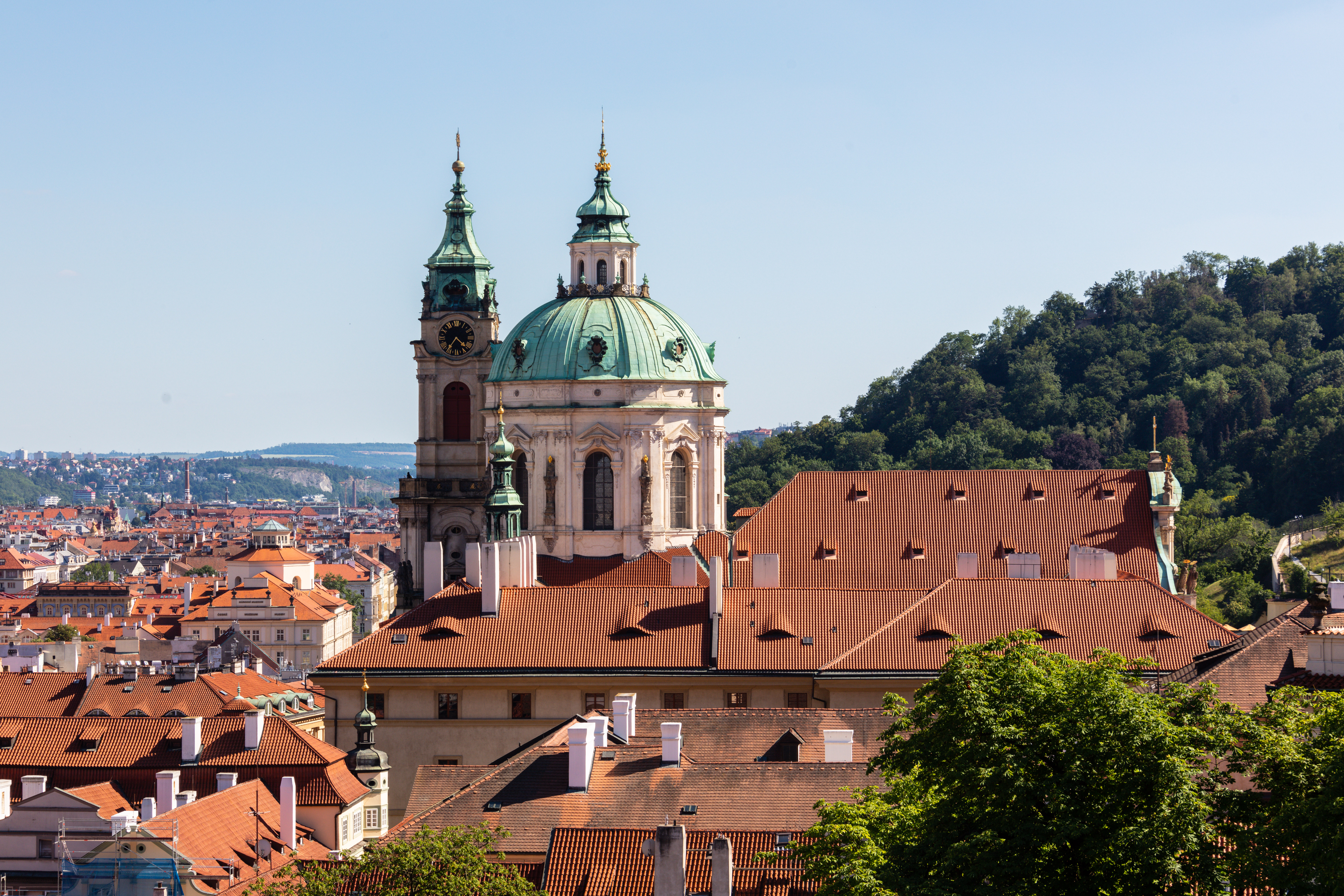
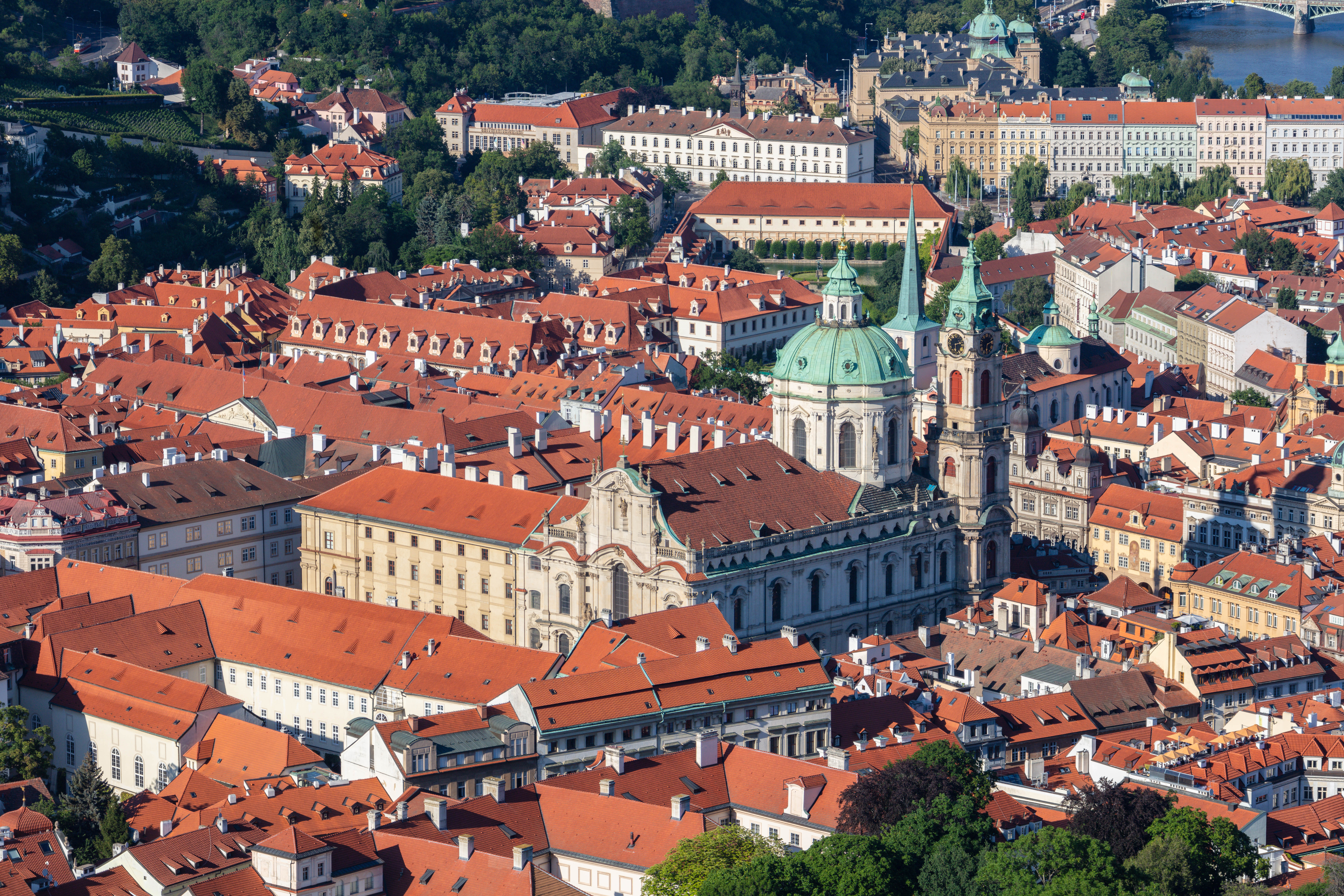
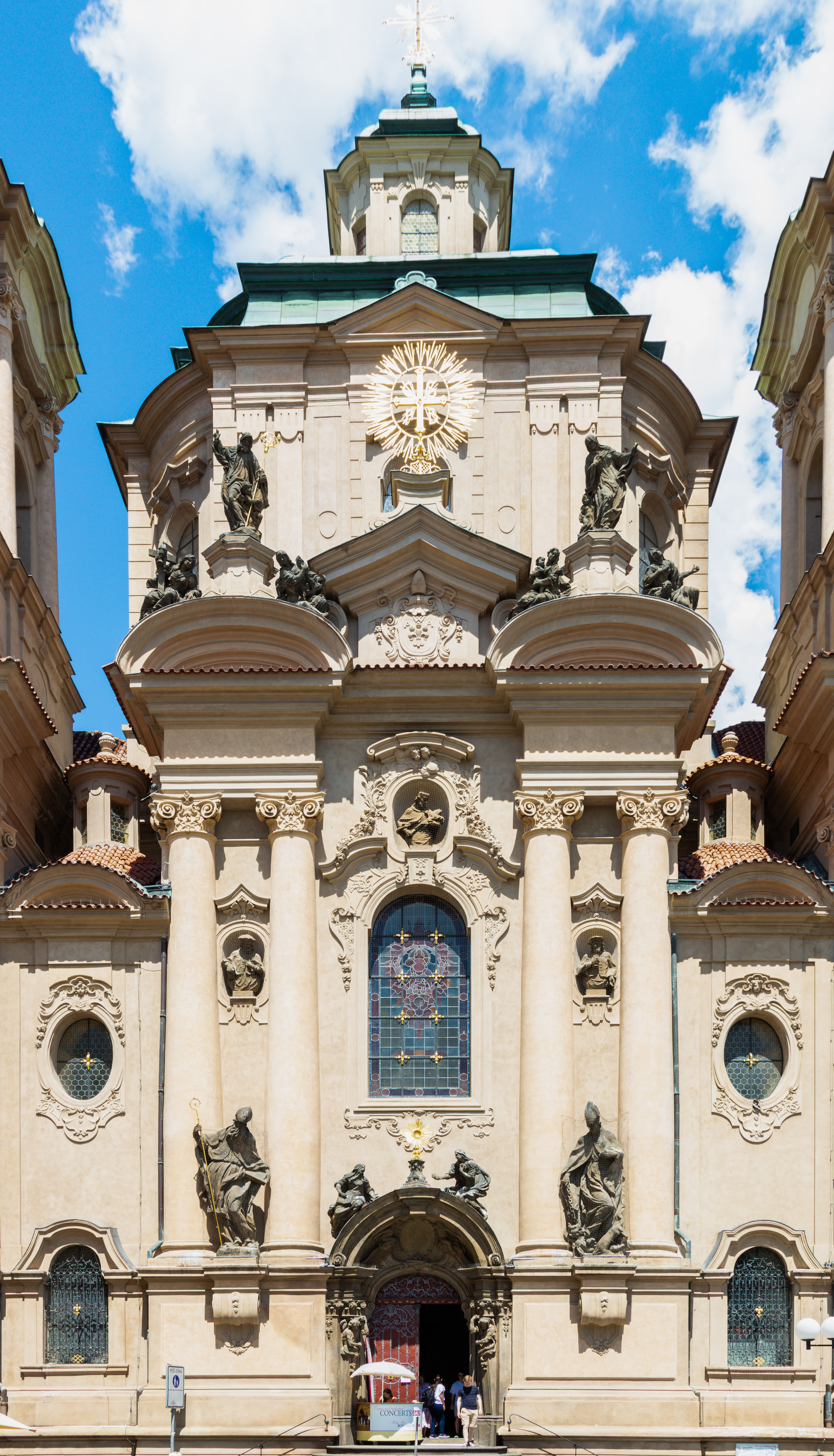
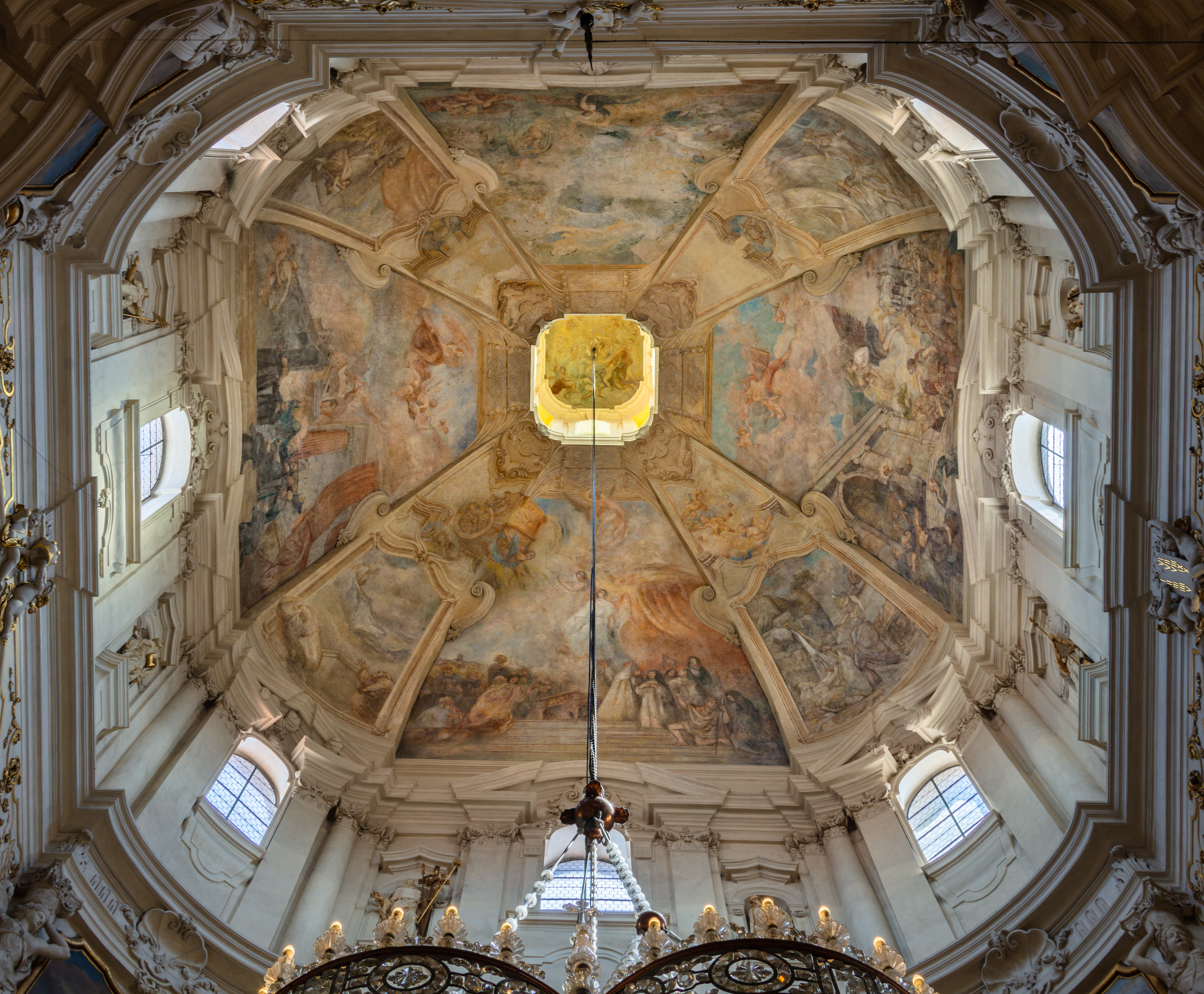
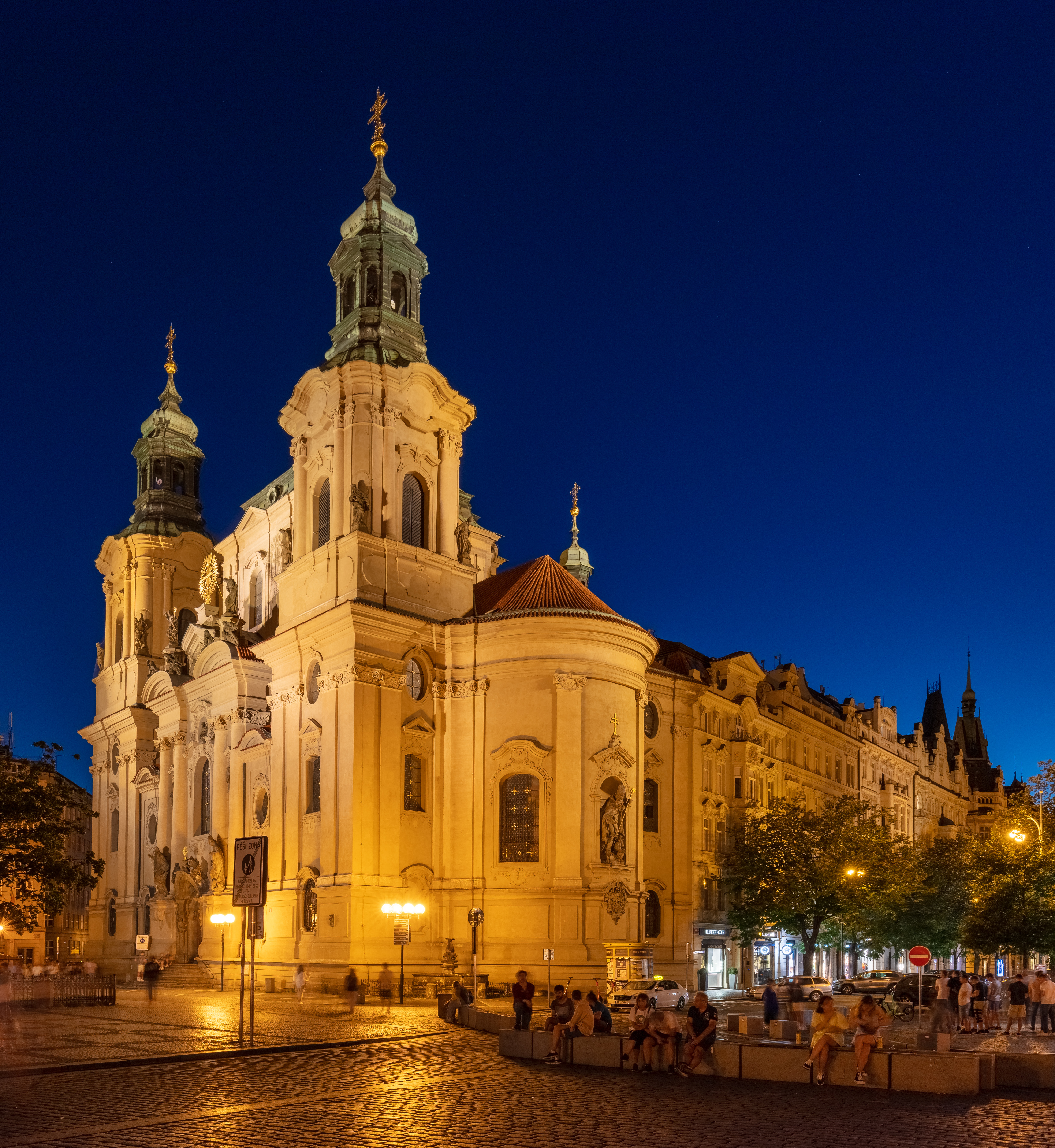